# Список померлих від COVID-19 у світі (січень — березень 2020)
Це список відомих людей, які померли від коронавірусної хвороби 2019 року (COVID-19) внаслідок зараження вірусом SARS-CoV-2 під час пандемії коронавірусної хвороби 2019–20 років в січні — червні 2020 року.

## Січень 2020
| Дата смерті   | Країна (місто) | Ім'я          | Вік      | Примітки                                                                               |
| ------------- | -------------- | ------------- | -------- | -------------------------------------------------------------------------------------- |
| 25 січня 2020 | КНР (Ухань)    | Лян Удун      | 60 років | Лікар, перша смерть через інфекцію, отриману в лікарні                                 |
| 26 січня 2020 | КНР (Ухань)    | Ван Сяньлян   | 62 роки  | Колишній голова комісії з питань етнічних та релігійних питань м. Ухань                |
| 27 січня 2020 | КНР (Ухань)    | Ян Сяобо      | 57 років | Колишній мер м. Хуанши                                                                 |
| 31 січня 2020 | КНР (Ухань)    | Вень Цзенсянь | 68 років | Колишній заступник генерального директора департаменту цивільних справ провінції Хубей |

## Лютий 2020
| Дата смерті    | Країна (місто) | Ім'я                         | Вік      | Примітки                                                                                             |
| -------------- | -------------- | ---------------------------- | -------- | --- |
| 6 лютого 2020  | КНР (Ухань)    | Цю Цзюнь                     | 72 роки  | Бодібілдер                                                                                           |
| 7 лютого 2020  | КНР (Ухань)    | Хун Лін                      | 53 роки  | Генетик, професор                                                                                    |
| 7 лютого 2020  | КНР (Ухань)    | Лі Веньлян                   | 33 роки  | Лікар-офтальмолог, який першим повідомив про спалах COVID-19 та зазнав через це утисків з боку влади |
| 10 лютого 2020 | КНР (Ухань)    | Лінь Чженбінь                | 62 роки  | Експерт із трансплантації органів                                                                    |
| 13 лютого 2020 | КНР (Ухань)    | Лю Шоусян                    | 61       | Художник аквареллю та професор                                                                       |
| 14 лютого 2020 | КНР (Ухань)    | Лю Фань                      | 59       | Заступниця головної медсестри лікарні м. Ухань                                                       |
| 15 лютого 2020 | КНР (Ухань)    | Дуань Чженчен                | 85 років | Промисловий інженер і винахідник                                                                     |
| 27 лютого 2020 | Іран (Тегеран) | Хаді Хосрошахі               | 81 рік   | Духівник та дипломат, колишній посол Ірану у Ватикані                                                |
| 29 лютого 2020 | Іран (Рашт)    | Мохаммед Алі Рамазані Дастак | 56 років | Член Ісламської консультативної асамблеї (2020)                                                      |

## Березень 2020
| Дата смерті     | Країна (місто)                           | Ім'я                         | Вік         | Примітки |
| --------------- | ---------------------------------------- | ---------------------------- | ----------- | --- |
| 2 березня 2020  | Іран (Тегеран)                           | Мохаммад Мірмохаммаді        | 71          | Старший радник Верховного лідера Алі Хаменея |
| 2 березня 2020  | Іран (Равер)                             | Ahmad Toyserkani Ravari      | 59          | Головний суддя провінції Керман (2006—2009), заступник міністра юстиції та глава Державної організації з питань реєстрації цінностей та майна Ісламської Республіки Іран |
| 5 березня 2020  | Іран (Тегеран)                           | Хоссейн Шейхолеслам          | 67 років    | Іранський політик і дипломат |
| 7 березня 2020  | Іран (Ленгеруд)                          | Реза Мохаммаді Лангроуді     | 91 рік      | Аятола |
| 7 березня 2020  | Іран (Тегеран)                           | Фатеме Рахбар                | 55/56 років | Член парламенту Ірану |
| 9 березня 2020  | Італія (Тревізо)                         | Італо Де Дзан                | 94 роки     | Італійський велогонщик, переможець перегонів Мілан — Турин (1947) |
| 9 березня 2020  | Південна Корея (Тегу)                    | Лі Чха Су                    | 62 роки     | Південнокорейський політик і активіст |
| 9 березня 2020  | Іран (Тегеран)                           | Мохаммад-Реза Нематзадех     | 67 років    | Член іранського парламенту |
| 10 березня 2020 | Іран (Тегеран)                           | Мохаммад Кіяваш              | 89          | Іранський політик |
| 10 березня 2020 | Іспанія (Мадрид)                         | Marcelo Peralta              | 59 років    | Саксофоніст і викладач |
| 11 березня 2020 | Італія (Комо)                            | Роберто Стелла               | 68 років    | Італійський лікар, президент Медичної асоціації провінції Варезе |
| 12 березня 2020 | Італія (Асті)                            | Джованні Баттіста Рабіно     | 88 років    | Колишній член італійського парламенту |
| 13 березня 2020 | Іран                                     | Насер Шабані                 | 62          | Бригадний генерал, старший командир Іранського Корпусу вартових ісламської революції                                                                                     |
| 14 березня 2020 | Італія (Мілан)                           | П'єро Шлезінґер              | 89 років    | Юрист і банкір |
| 15 березня 2020 | Італія (Мілан)                           | Вітторіо Ґреґотті            | 92 роки     | Італійський архітектор, містобудівник та теоретик мистецтва |
| 15 березня 2020 | Туреччина (Стамбул)                      | Айтач Ялман                  | 79 років    | Генерал, колишній командувач турецької армії |
| 15 березня 2020 | Італія (Крема)                           | Серджіо Бассі                | 70 років    | Італійський співак у стилі фольк, автор пісень |
| 16 березня 2020 | Франція (Аяччо)                          | Ніколя Альфонсі              | 83 роки     | Політик і юрист, колишній член Сенату Франції та мер м. Піана |
| 16 березня 2020 | Іран (Кум)                               | Hashem Bathaie Golpayegani   | 78/79       | Клірик і член Асамблеї експертів |
| 16 березня 2020 | Італія (Венеція)                         | Франческо Саверіо Павоне     | 75 років    | Мировий суддя, екс-голова прокуратури Венеції |
| 16 березня 2020 | Іран (Тегеран)                           | Fariborz Raisdana            | 71/72       | Економіст і професор |
| 17 березня 2020 | США (Сіетл)                              | Стівен Шварц                 | 78 років    | Професор Університету Вашингтону |
| 18 березня 2020 | Буркіна-Фасо (Уагадугу)                  | Роуз Марі Компаоре           | 61 рік      | Другий віце-президент Національної асамблеї Буркіна-Фасо |
| 18 березня 2020 | Італія (Каррара)                         | Лучано Федерічі              | 81 рік      | Футболіст |
| 18 березня 2020 | Франція                                  | Жан Лебер                    | 80/81       | Скрипаль |
| 18 березня 2020 | Франція (Париж)                          | Henri Richelet               | 75          | Художник |
| 18 березня 2020 | США (Scarsdale)                          | Серджіо Тріндаде             | 79 років    | Бразильський інженер-хімік та дослідник, член Міжурядової групи з питань зміни клімату                                                                                   |
| 19 березня 2020 | Італія (Бергамо)                         | Інноченцо Доніна             | 69 років    | Футболіст |
| 19 березня 2020 | Іран (Тегеран)                           | Хамід Кохрам                 | 61/62 роки  | Іранський політик і ветеринар |
| 19 березня 2020 | Франція (Париж)                          | Орлус Мабеле                 | 66 років    | Конголезький співак і композитор |
| 19 березня 2020 | Італія (Фіденца)                         | Антоніо Мікеле Станка        | 77 років    | Генетик |
| 19 березня 2020 | Данія (Роскілле)                         | Hans Knudsen                 | 75 років    | Данський олімпієць, учасник двох літніх олімпійських ігор |
| 20 березня 2020 | Іспанія (Мадрид)                         | Карлос Фалько                | 83 роки     | Гранд Іспанії, соціаліст і підприємець |
| 20 березня 2020 | Італія (Віченца)                         | Marino Quaresimin            | 82 роки     | Італійський політик |
| 21 березня 2020 | Франція (Париж)                          | Жак Уден                     | 80 років    | Колишній французький сенатор |
| 21 березня 2020 | Філіппіни (Маніла)                       | Айлін Бав'єра                | 60 років    | Політолог та синолог |
| 21 березня 2020 | Іспанія                                  | Vicenç Capdevila             | 83 роки     | Колишній мер міста L'Hospitalet de Llobregat та колишній депутат |
| 21 березня 2020 | Франція (Париж)                          | Marguerite Aucouturier       | 87 років    | Психоаналітик |
| 21 березня 2020 | Франція (Лілль)                          | Jean-Jacques Razafindranazy  | 68          | Лікар, родом з Мадагаскару |
| 21 березня 2020 | Іспанія (Мадрид)                         | Лоренсо Санс                 | 76 років    | іспанський бізнесмен, президент футбольного клубу «Реал Мадрид» у 1995—2000 роках.                                                                                       |
| 22 березня 2020 | Іспанія (Барселона)                      | Germà Colón                  | 91 рік      | Філолог |
| 22 березня 2020 | Іспанія (Аліканте)                       | Benito Joanet                | 84 роки     | Футболіст і тренер |
| 22 березня 2020 | Іспанія (Сьюдад-Реаль)                   | José María Loizaga Viguri    | 83 роки     | Бізнесмен |
| 22 березня 2020 | США (Нью-Йорк)                           | Mike Longo                   | 83 роки     | Джазовий піаніст, композитор |
| 22 березня 2020 | Італія (Маддалоні)                       | Pino Grimaldi                | 71 рік      | Дизайнер і академік |
| 23 березня 2020 | США (Copake)                             | Maurice Berger               | 63 роки     | Куратор виставок і професор |
| 23 березня 2020 | Іспанія (Сеговія)                        | Лючія Бозе                   | 89 років    | Акторка, Міс Італія 1947 року |
| 23 березня 2020 | Італія (П'яченца)                        | Юлія Шигмонд                 | 90 років    | Румунська актриса угорського походження |
| 23 березня 2020 |                                          | Brian Crowe                  | 82 роки     | Британський дипломат |
| 23 березня 2020 | Іспанія (Мадрид)                         | José Folgado                 | 75          | Бізнесмен, економіст і політик |
| 23 березня 2020 | Велика Британія                          | Paul Karslake                | 65          | Художник |
| 23 березня 2020 | Зімбабве (Хараре)                        | Zororo Makamba               | 30 років    | Журналіст |
| 23 березня 2020 | Пакистан (Гілгіт)                        | Usama Riaz                   | 26          | Лікар |
| 23 березня 2020 | Італія (Syracuse)                        | Calogero Rizzuto             | 65 років    | Архітектор |
| 23 березня 2020 | США (Schenectady)                        | Walter Robb                  | 91 рік      | Інженер і філантроп |
| 23 березня 2020 | Франція (Париж)                          | Lucien Sève                  | 93 роки     | Філософ і політичний активіст |
| 23 березня 2020 | Велика Британія                          | William Stern                | 84 роки     | Угорський бізнесмен, який вижив у концтаборі Берген-Белзен |
| 23 березня 2020 | США (Нью-Йорк)                           | Nashom Wooden                | 50 років    | Художник |
| 23 березня 2020 | США (Палм-Біч)                           | Carole Brookins              | 76 років    | Колишній виконавчий директор Світового банку |
| 23 березня 2020 | США (Норволк)                            | Mary Roman                   | 84 роки     | спортсмен і лідер громади |
| 23 березня 2020 | Еквадор (Кіто)                           | Wilson Villa                 | 57          | Співак |
| 23 березня 2020 | Іспанія (Меріда)                         | Borja Domecq Solís           | 74 роки     | Бізнесмен |
| 24 березня 2020 | Італія (Генуя)                           | Lorenzo Acquarone            | 89 років    | Юрист і політик, італійський парламентар |
| 24 березня 2020 | Франція (Париж)                          | Manu Dibango                 | 86 років    | Саксофоніст і автор пісень, уродженець Камеруну |
| 24 березня 2020 | Угорщина (Будапешт)                      | Steven Dick                  | 37          | британський дипломат |
| 24 березня 2020 | Велика Британія (Лондон)                 | Mohamed Farah                | 59 років    | Сомалійський футболіст |
| 24 березня 2020 | США (Ridgewood)                          | Alan Finder                  | 72 роки     | Журналіст |
| 24 березня 2020 | США (Сарасота)                           | Terrence McNally             | 81 рік      | Драматург і сценарист |
| 24 березня 2020 | Франція (Париж)                          | John F. Murray               | 93          | Американський пульмонолог |
| 24 березня 2020 | Домініканська Республіка (Санто-Домінго) | Jenny Polanco                | 62 роки     | Дизайнер моди |
| 24 березня 2020 | США (Нью-Йорк)                           | Romi Cohn                    | 91 рік      | Американський рабин та забудовник |
| 24 березня 2020 | Італія (Понте-Сан-П'єтро)                | Pierluigi Consonni           | 71 рік      | Футболіст |
| 24 березня 2020 | Італія (Катанія)                         | Lillo Venezia                | 70 років    | Журналіст |
| 25 березня 2020 | Нідерланди (Тілбург)                     | Harry Aarts                  | 90 років    | Політик, колишній член парламенту Нідерландів |
| 25 березня 2020 | Італія (Santa Maria Nuova)               | Danilo Barozzi               | 92 роки     | Велосипедист |
| 25 березня 2020 | Велика Британія (Лондон)                 | Едман Айвазян                | 87 років    | Іранський і англійський художник вірменського походження |
| 25 березня 2020 | США (Нью-Йорк)                           | Марк Блум                    | 69 років    | Актор |
| 25 березня 2020 | США (Montclair)                          | Floyd Cardoz                 | 59 років    | Шеф-кухар і телезірка |
| 25 березня 2020 | Бразилія (Сан-Пауло)                     | Martinho Lutero Galati       | 66 років    | Диригент |
| 25 березня 2020 | Іспанія (Барселона)                      | María Araujoes               | 70 років    | Іспанський модельєр, телезірка |
| 25 березня 2020 | Франція (Париж)                          | Паул Гома                    | 84 роки     | румунський політичний дисидент і письменник |
| 25 березня 2020 | Італія (Мілан)                           | Детто Маріано                | 82 роки     | італійський композитор, аранжувальник, пісняр, піаніст, музичний продюсер і видавець                                                                                     |
| 25 березня 2020 | Італія (Брешія)                          | Angelo Moreschi              | 67 років    | Єпископ-місіонер, апостольський вікарій |
| 25 березня 2020 | Нідерланди (Арнем)                       | Kees Bakker                  | 76 років    | Футбольний очільник та поліцейський |
| 26 березня 2020 | Філіппіни (Маніла)                       | Menggie Cobarrubias          | 66 років    | Актор |
| 26 березня 2020 | Філіппіни (Мунтінлупа)                   | Ito Curata                   | 60 років    | Дизайнер одягу |
| 26 березня 2020 | Швеція                                   | Olle Holmquist               | 83          | тромбоніст |
| 26 березня 2020 | Франція (Париж)                          | Марія Тереза Бурбон-Пармська | 86 років    | Принцеса із кадетської гілки іспанської королівської родини |
| 26 березня 2020 | Бразилія (Сан-Пауло)                     | Наомі Мунаката               | 64 роки     | Диригент |
| 26 березня 2020 | Італія (Лукка)                           | Луїджі Роні                  | 78 років    | Співак |
| 26 березня 2020 | США (Нью-Йорк)                           | Michael Sorkin               | 71 рік      | Архітектор, критик |
| 26 березня 2020 | Велика Британія (Ратерглен)              | Hamish Wilson                | 77 років    | Актор |
| 26 березня 2020 | Еквадор                                  | Nino Cassanello              | 75 років    | Університетський професор та доктор |
| 27 березня 2020 | Бразилія (Ріо де Жанейро)                | Daniel Azulay                | 72 роки     | художник коміксів |
| 27 березня 2020 | Іспанія (Логроньо)                       | Jesús Gayoso Rey             | 48 років    | Підполковник цивільної гвардії та керівник групи швидких дій |
| 27 березня 2020 | Іспанія (Мадрид)                         | Ruben Melogno                | 74 роки     | Уругвайський вокаліст і карикатурист |
| 27 березня 2020 | США (Даллас)                             | Orlando McDaniel             | 59 років    | Гравець американського футболу |
| 27 березня 2020 | США (Rockport)                           | Michael McKinnell            | 84          | Архітектор |
| 27 березня 2020 | Росія (Москва)                           | Асратян Арпік Ашотівна       | 69 років    | Радянський і російський епідеміолог, вірусолог, інфекціоніст, фахівець в області вірусних гепатитів, доктор медичних наук, професор                                      |
| 27 березня 2020 | Швеція (Стокгольм)                       | Thandika Mkandawire          | 79          | Малавійський економіст |
| 27 березня 2020 | Індонезія (Семаранг)                     | Imam Suroso                  | 56          | Індонезійський політик, член Ради народних представників |
| 27 березня 2020 | Іспанія (Сеговія)                        | Santiago Llorente Fernández  | 62          | Атлет |
| 27 березня 2020 | Італія (П'ядена)                         | Маріо Бенедетті              | 64 роки     | Італійський поет |
| 27 березня 2020 | Франція (Париж)                          | Jacques F. Acar              | 88 років    | Лікар |
| 28 березня 2020 | Туреччина                                | Fevzi Aksoy                  | 89 років    | Академік, невролог та спортивний письменник |
| 28 березня 2020 | Швеція (Стокгольм)                       | Kerstin Behrendtz            | 69 років    | Радіоведуча |
| 28 березня 2020 | Іспанія                                  | Chato Galante                | 71 рік      | Активіст і колишній політичний в'язень |
| 28 березня 2020 | Уругвай (Монтевідео)                     | Rodolfo González Rissotto    | 70 років    | Уругвайський політик |
| 28 березня 2020 | США (Грейт Нек)                          | William B. Helmreich         | 74 роки     | Соціолог, професор |
| 28 березня 2020 | Німеччина (Берлін)                       | Jörn Kubicki                 | 54 роки     | Німецький невролог та нейрохірург. |
| 28 березня 2020 | США                                      | Pearson Jordan               | 69 років    | Спринтер, представляв Барбадос на Літніх олімпійських іграх 1976 року |
| 28 березня 2020 | Велика Британія (Лондон)                 | Azam Khan                    | 93          | Гравець в сквош пакистанського походження |
| 28 березня 2020 | Франція (Париж)                          | Michel Tibon-Cornillot       | 97          | Філософ і антрополог |
| 28 березня 2020 | США                                      | William Wolf                 | 94          | Американський кіно і театральний критик |
| 28 березня 2020 | Франція (Париж)                          | Denise Millet                | 86 років    | Французький ілюстратор |
| 28 березня 2020 | Іспанія (Барселона)                      | Salvador Vives               | 77 років    | Актор голосового жанру |
| 28 березня 2020 | Італія (Бергамо)                         | Raffaele Masto               | 66 років    | Письменник, журналіст і радіоведучий |
| 29 березня 2020 | США (Нью-Йорк)                           | Peg Broadbent                | 56          | фінансовий директор компанії Jefferies Group |
| 29 березня 2020 | Іспанія (Мадрид)                         | Хосе Луїс Капон              | 72 роки     | Футболіст |
| 29 березня 2020 | Франція (Париж)                          | Патрік Деведжян              | 75 років    | Президент О-де-Сена, колишній міністр |
| 29 березня 2020 | США (Нашвілл)                            | Джо Діффі                    | 61 рік      | Співак у стилі кантрі |
| 29 березня 2020 | США (Солт-Лейк-Сіті)                     | Robert H. Garff              | 78          | Бізнесмен та колишній спікер Палати представників штату Юта |
| 29 березня 2020 | США (Нью-Йорк)                           | Maria Mercader               | 54 роки     | Телепродюсер і журналіст |
| 29 березня 2020 | США (Нью-Йорк)                           | Alan Merrill                 | 69 років    | Співачка гурту Arrows та авторка пісень |
| 29 березня 2020 | Франція (Анже)                           | Francis Rapp                 | 93 роки     | Історик-медієвіст |
| 29 березня 2020 | Франція (Анже)                           | Daniel Davisse               | 81 рік      | Мер міста Шуазі-ле-Руа (1996-2014) |
| 29 березня 2020 | Італія (Понте-Сан-П'єтро)                | Angelo Rottoli               | 61 рік      | Боксер |
| 29 березня 2020 | Японія (Токіо)                           | Ken Shimura                  | 70 років    | Комік |
| 29 березня 2020 | Франція (Париж)                          | Henri Tincq                  | 74 роки     | Французький журналіст |
| 30 березня 2020 | США (Нью-Йорк)                           | Lorena Borjas                | 59 років    | Мексиканський трансгендер та активіст прав іммігрантів |
| 30 березня 2020 | США (Нью-Йорк)                           | Beryl Bernay                 | 94 роки     | Журналіст і творець дитячого телебачення |
| 30 березня 2020 | США (Нью-Йорк)                           | James T. Goodrich            | 73          | Нейрохірург |
| 30 березня 2020 | Велика Британія                          | David Hodgkiss               | 71          | Голова крикетного клубу округу Ланкашир |
| 30 березня 2020 | Сербія (Белград)                         | Мілутин (Кнежевич)           | 71 рік      | єпископ Сербської православної церкви, єпископ Валевський |
| 30 березня 2020 | Франція (Нейї-сюр-Сен)                   | Жоакім Йомбі-Опанго          | 81 рік      | Колишній Президент і Прем'єр-міністр Республіки Конго |
| 30 березня 2020 | Велика Британія                          | Hilary Dwyer                 | 74 роки     | Акторка |
| 30 березня 2020 | США (Голіок)                             | Ted Monette                  | 74 роки     | Полковник армії США |
| 30 березня 2020 | Еквадор (Гуаякіль)                       | Manuel Adolfo Varas          | 76 років    | Еквадорський спортивний журналіст |
| 30 березня 2020 | Еквадор (Гуаякіль)                       | Ángel Sánchez Mendoza        | 56 років    | Журналіст, директор з комунікацій префектури Гуаяс та Університету Гуаякіля                                                                                              |
| 30 березня 2020 | Іспанія                                  | José Antonio Martínez Bayó   | 67 років    | Атлет |
| 30 березня 2020 | Еквадор                                  | Jorge Chica                  | 68 років    | Футболіст |
| 31 березня 2020 | США (Лос-Анджелес)                       | Julie Bennett                | 88 років    | Актор голосового жанру |
| 31 березня 2020 | Іспанія (Мадрид)                         | Constantino Juri             | 96 років    | Театральний режисер |
| 31 березня 2020 | США (Нью-Йорк)                           | Wilhelm Burmann              | 80 років    | Балетмейстер та викладач балету |
| 31 березня 2020 | Білорусь (Вітебськ)                      | Віктор Дашкевич              | 75 років    | Білоруський театральний актор. Заслужений артист Республіки Білорусь |
| 31 березня 2020 | Сенегал (Дакар)                          | Pape Diouf                   | 68 років    | Журналіст, колишній президент Олімпіки де Марсель |
| 31 березня 2020 | Франція (Страсбург)                      | Rafael Gómez Nieto           | 99 років    | ветеран Громадянської війни в Іспанії та Другої світової війни |
| 31 березня 2020 | Велика Британія (Глазго)                 | James Gordon                 | 83 роки     | Бізнесмен і політик, засновник радіо Клайда, член Палати лордів |
| 31 березня 2020 | Велика Британія (Лондон)                 | Andrew Jack                  | 76 років    | Тренер та актор діалектного мистецтва |
| 31 березня 2020 | США                                      | Cristina Monet-Palaci        | 64 роки     | Музикант |
| 31 березня 2020 | Швеція (Стокгольм)                       | Tomas Oneborg                | 62 роки     | Фотограф |
| 31 березня 2020 | Велика Британія (Лондон)                 | Sa'ad Galadiman Patigies     | 67 років    | Нігерійський медичний директор |
| 31 березня 2020 | ПАР (Umhlanga)                           | Gita Ramjee                  | 63          | Дослідник профілактики ВІЛ |
| 31 березня 2020 | США (Нью-Йорк)                           | Wallace Roney                | 59 років    | Джазовий трубач |
| 31 березня 2020 | Велика Британія                          | Peter J. N. Sinclair         | 73 роки     | Економіст |
| 31 березня 2020 | Іспанія                                  | Daniel Yuste                 | 75 років    | Велосипедист |
| 31 березня 2020 | Туреччина (Стамбул)                      | Turhan Kaya                  | 68 років    | Актор |
| 31 березня 2020 | Італія (Крема)                           | Gian Carlo Ceruti            | 67 років    | Спортивний менеджер, колишній президент Італійської федерації велосипедного спорту                                                                                       |